# Yellow Fever
Yellow Fever är en svensk musikgrupp som först bildades som Gula Febern 1994 och spelade rock med tydliga inslag av latin, salsa och boogaloo. Gruppen var som mest aktiv mellan 1998 och 2002 men upphörde 2004. Yellow Fever turnerade bland annat på Kuba 1999.

## Medlemmar
- Alex Svenson-Metés (sång, gitarr, klaviatur)
- Seth Kapadia (gitarr, sång)
- Karl Alfred Nilsson (trummor, slagverk)
- Martin Söderberg (bas, sång)
- Tobias Eklund (trombon, sång)
- Andreas Palmborg (trumpet)
- Soma Catomeris (trumpet, sång)
- Joel Uhr (congas)
- Petter von Dolwitz (trummor)
- Tony Averstedt (trumpet)

## Diskografi

### Album
- 1998 – Listen Here (Deaf & Dumb)
- 2001 – Tremolina (Undertow Records)